# Saint-Laurent-du-Maroni
Saint-Laurent-du-Maroni è un comune francese, situato sul fiume Maroni, nella Guyana francese. È capoluogo di arrondissement (circondario e sottoprefettura).

## Storia
Venne fondato il 21 luglio 1858 e chiamato Saint-Laurent-du-Maroni in onore del contrammiraglio e del governatore della Guyana francese Auguste Laurent François Baudin (1800-1877). Fu la sede di un importante bagno penale, aperto nel 1853 e chiuso solo dopo la seconda guerra mondiale nel 1953. Ospita una base militare, a Saint-Jean-du-Maroni (distaccamento del 9° RIMa e GSMA). Si ricorda anche il passaggio dello scrittore friulano Lorenzo Meloni Tessitori, che si stabilì a Saint-Laurent per alcuni anni, a memoria del quale gli abitanti apposero una targa commemorativa sulla casa in rue Roland Barrat.

## Amministrazione

### Gemellaggi
- Saint-Laurent-du-Var